# Arturo Torró Chisvert
Arturo Torró Chisvert   (l'Alcúdia, 12 de gener de 1963 - Xeresa, 19 de febrer de 2025) va ser un polític i empresari valencià, alcalde de Gandia des de 2011 fins a l'any 2015 i president del Partit Popular de Gandia des de 2010 fins a 2016.

## Biografia

### Vida primerenca
Arturo Torró va nàixer a l'Alcúdia el 12 de gener de 1963 al si d'una família en el que era el major de dos germans. Va cursar els seus primers estudis al Col·legi dels Germans Maristes d'Algemesí i es va formar com a òptic optometrista a la Universitat d'Alacant. Més endavant, es va traslladar al Canadà on va estudiar a l'Institut Nazareth et Louis Braille. Ja de tornada als anys 1990 va establir la seva residència a la ciutat de Gandia.
El 1994 va fundar el Grup +Visión, un grup empresarial amb més de 350 botigues que opera en més de 20 països, convertint-se en l'empresari més jove amb més franquícies obertes a l'estat espanyol. A més, el 1999 va decidir crear la Fundació +Visión, des d'on va desenvolupar una important tasca social i humanitària en països en vies de desenvolupament de la mà del cooperant Vicenç Ferrer.
En l'àmbit associatiu de Gandia, entre 1997 i 2007, va ocupar el càrrec de president de la Cooperativa Gandia Comercial Centre Històric. El 1998, va rebre el Premi Nacional de Comerç Interior al Petit Comerç del Ministeri d'Economia i Hisenda.

### Carrera política
Afiliat al Partit Popular, Arturo Torró va ser elegit regidor a les eleccions de 1999, encara que per un període molt curt donades les discrepàncies amb el llavors líder local Fernando Mut. Tot i això, Torró seguirà donant suport al partit durant les eleccions de 2003, però no serà fins als comicis del 2007 quan va ser proposat candidat a l'alcaldia de Gandia i ascendit a la presidència del PP local, amb el beneplàcit del líder regional Francesc Camps. A les eleccions municipals de 2011 va aconseguir la primera majoria absoluta de la història democràtica de la ciutat amb 13 regidors i 16.794 vots.
En les eleccions de 2015, Torró va repetir com a cap de llista pel Partit Popular, aconseguint 12 regidors i quedant-se a tan sols 380 vots de repetir la majoria absoluta. Finalment, un pacte entre PSOE, la coalició de Més Gandia (Compromís, Esquerra Unida i Esquerra Republicana) i Ciutadans, va desbancar-lo de l'alcaldia. El gener de 2016, Torró va renunciar a la seva acta de regidor i va dimitir com a president del Partit Popular de Gandia, cedint el testimoni al diputat autonòmic i regidor, Víctor Soler.
El 2023 va ser condemnat a tres anys i mig de presó per malversació en el cas Tele 7, l'Audiència Provincial de València va concloure que Torró i l'empresari Ricardo Faura van acordar la resolució del contracte «per aconseguir atendre interessos particulars i no públics», per un delicte de malversació per l'adjudicació dels serveis de comunicació audiovisual de l'Ajuntament de Gandia entre 2012 i 2015.

### Mort
Va ser trobat mort el 19 de febrer del 2025 amb ferides d'arma de foc i estrangulat al marge del quilòmetre 37 de l'autovia A-38. És postulà que l'assassinat de Torró tenia  motius econòmica, d'altra banda l'ajuntament de Gandia decretà tres dies de dol oficial per la seva mort.